# Hawaiian Paradise
Hawaiian Paradise (Paradise, Hawaiian Style) är en amerikansk komedi-musikalfilm från 1966 med Elvis Presley i huvudrollen. Filmen regisserades av Michael D. Moore och producerades av Hal B. Wallis.  Budgeten för filmen var $2 000 000 dollar och biljettkassan drog in $2 500 000 dollar.

## Handling
Filmen handlar om Rick Rickhards (Elvis Presley) som återvänder till Hawaii efter ett misslyckat jobb som pilot. Han och hans vän Danny Kohana (James Shigeta) börjar jobba som helikopterguider istället.

## Medverkande
- Elvis Presley - Rick Richards
- Suzanna Leigh -  Judy Hudson
- James Shigeta - Danny Kohana
- Philip Ahn Moki - Kaimana
- Donna Butterworth - Jan Kohana
- Marianna Hill - Lani Kaimana
- Irene Tsu - Pua
- Linda Wong - Lehua Kawena
- Julie Parrish - Joanna